# محافظة سوهنغ
محافظة سوهنغ هي محافظة تقع في هوانغهاي الشمالية، كوريا الشمالية.